# Muisjes
Los muisjes (en neerlandés, ‘ratoncitos’; ˈmœyʃəsⓘ, aprox. «móushes») son un recubrimiento de tostas tradicional neerlandés. 
En los Países Bajos es costumbre tomar en el nacimiento de los bebés muisjes sobre biscotes redondos neerlandeses o rusk,  llamados beschuit (es decir, beschuit met muisjes). Los muisjes se hacen con semillas de anís recubiertas de azúcar coloreada.
Tan pronto como en el siglo XVII los padres de un bebé recién nacido repartían beschuit con una capa de mantequilla y muisjes a las visitas, tradición que se sigue conservando. Los hermano/as mayores del recién nacido también llevan el beschuit met muisjes a la escuela para compartirlo. Los supermercados de los Países Bajos venden muisjes, siendo "De Ruijter" la única marca que los produce, desde 1860.

## Variedades
Muisjes rosas

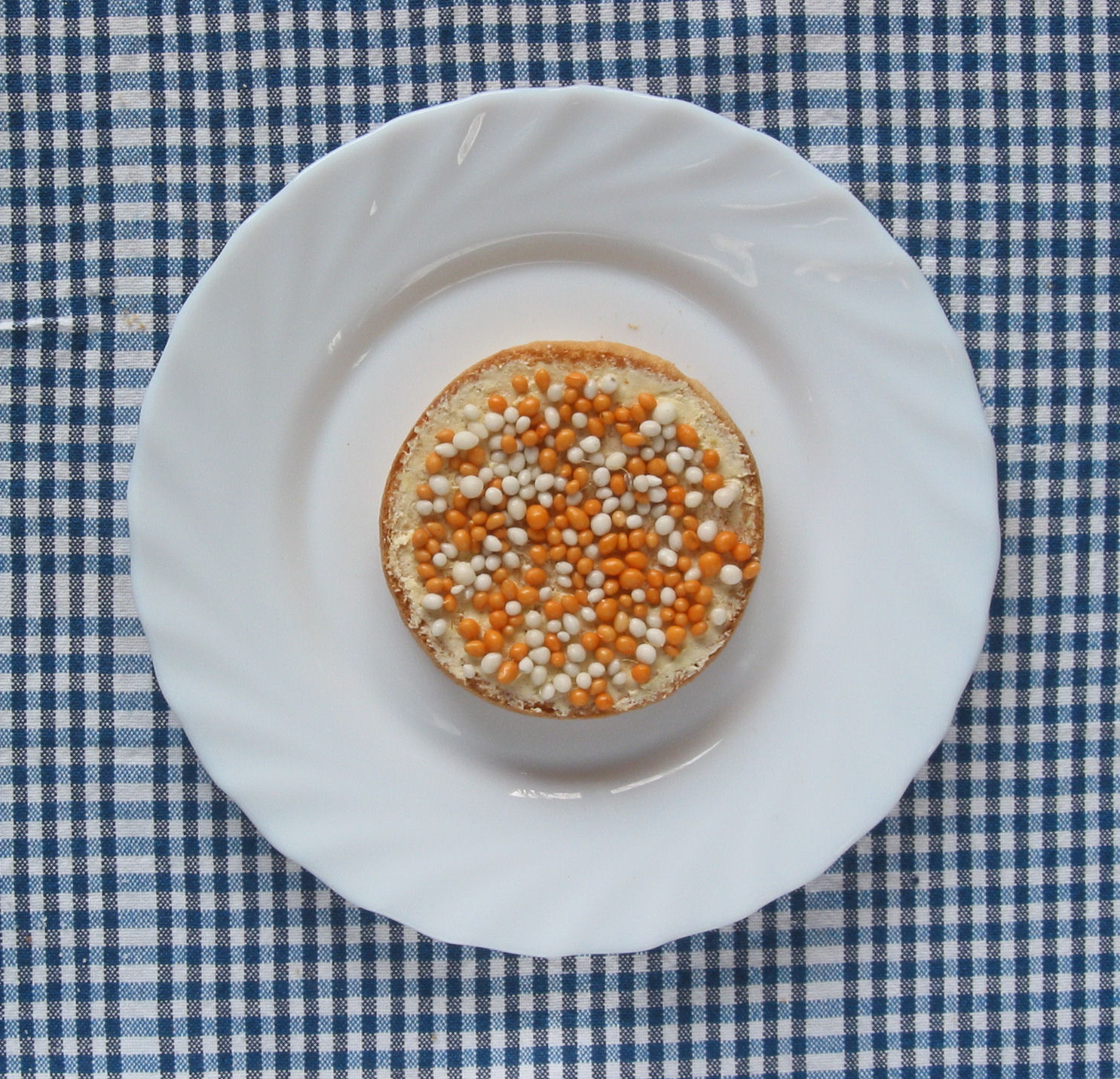
Beschuit met muisjes naranjas.

Antes del siglo XX, los visitas a un recién nacido solo recibían muisjes blancos, pero estos cambiaron a una mezcla de rosas y blancos tanto para niñas como para niños. Con la introducción de los muisjes azules los rosas están actualmente reservados para las niñas.
Muisjes azules
Cuando nace un niño, los padres reparten beschuit con muisjes azules y blancos. 
Muisjes naranjas
Los muisjes naranjas se vendieron solo durante una semana en diciembre de 2003, para celebrar el nacimiento de la princesa Catalina. También se tomaron en 1938 por el nacimiento de la reina Beatriz. El naranja es el color de la familia real holandesa, la casa de Orange-Nassau.
Muisjes machacados
Los muisjes machacados (gestampte muisjes) son, como sugiere su nombre, muisjes machacados hasta hacerlos polvo, que puede espolvorearse fácilmente en una rodaja de pan o un biscote holandés con mantequilla. Estos muisjes no tienen relación con los nacimientos, tomándose durante todo el año.
- Datos: Q2227987
- Multimedia: Muisjes / Q2227987